# ラビアン・ジュン
ラビアン・ジュン（Lovieanne Jung、1980年1月11日 - ）は、アメリカ合衆国ハワイ州ホノルル出身の女子ソフトボール選手（二塁手）。右投右打。

## 経歴
ハワイ州ホノルルで生まれたが、幼少時に家族とカリフォルニア州オレンジ郡に引っ越した。
カリフォルニア州立大学フレズノ校（フレズノステート・ブルドッグス）に入学し、後にアリゾナ大学（アリゾナ・ワイルドキャッツ）に転校した。WCWSには2回出場し、際立ったプレーを見せた。
2004年アテネオリンピックに出場し金メダルを獲得。2008年北京オリンピックでは主に8番を務めて打率.333の記録を残して銀メダルを獲得した。
メジャーリーガーのジョン・ガーランドは長い付き合いのある彼氏である。